# Renato Jorge Magalhães Dias Assunção
Renato Jorge Magalhães Dias Assunção (Porto, 21 de Janeiro de 1973) é um ex-futebolista português que jogou actuou grande parte da sua carreira no União Desportiva de Leiria.